# Francisco Asorey

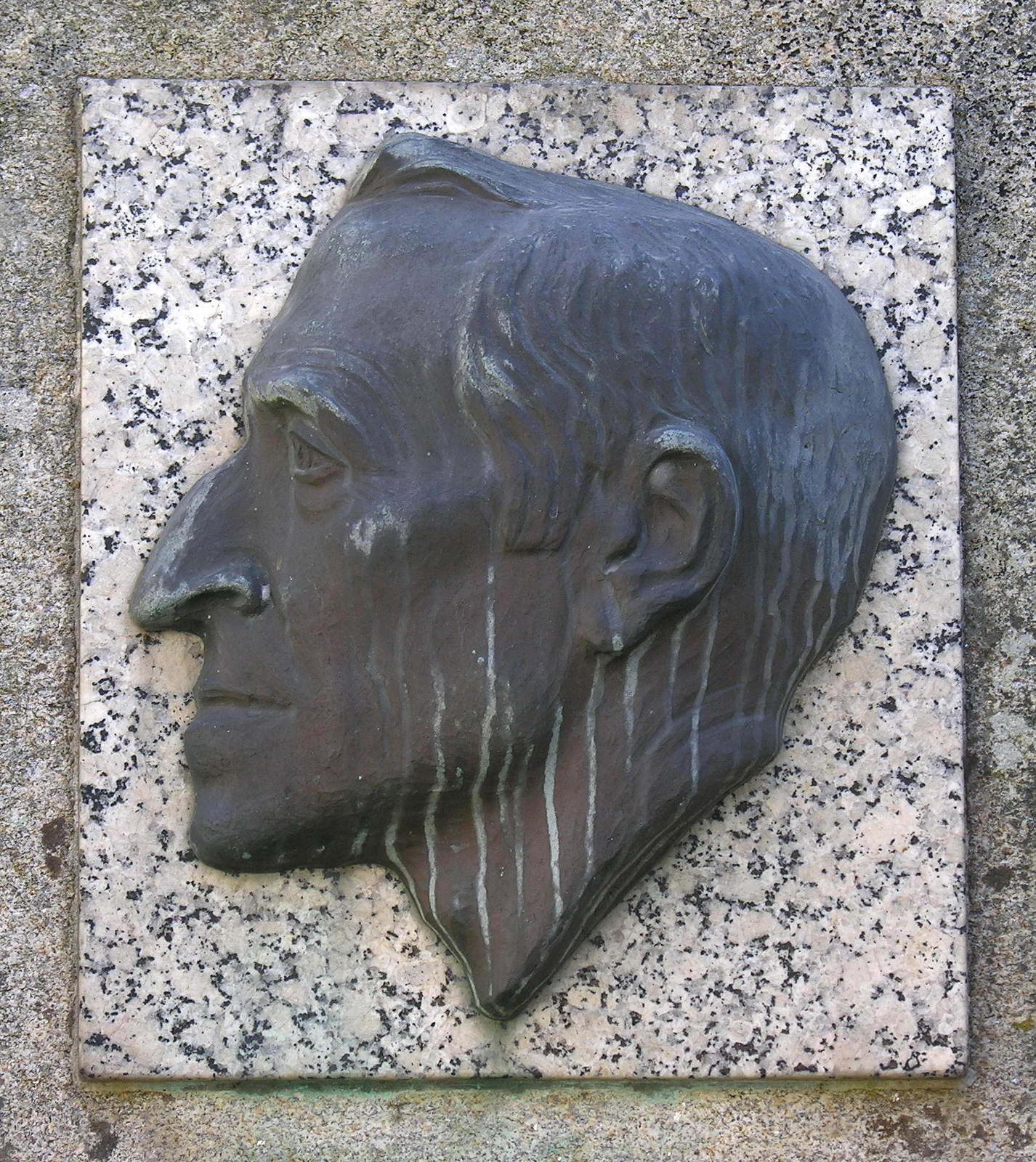
Placa en bronze amb l'efígie de Francisco Asorey en el monument erigit a la seva memòria enfront de la seva casa natal a Cambados, Pontevedra, és obra del seu deixeble i amic, Joaquín Gil Armada.

Francisco Asorey González (Cambados, Pontevedra, 4 de març de 1889 - Santiago de Compostela, La Corunya, 2 de juliol de 1961), comunament citat com Asorey, va ser un escultor  gallec, considerat per alguns crítics com una de les figures més rellevants de la renovació de l'art escultòric espanyol del segle xx. De nen ja havia destacat en la realització d'imatges de Crist i sants de fusta.

## Biografia
Nascut a Cambados, a la vora de la Ria d'Arousa, Asorey va estudiar al col·legi dels Salesians a Sarrià (actualment un barri de la ciutat de Barcelona) i posteriorment al de Barakaldo a Biscaia, on va ser professor de dibuix de 1906 a 1909. A Baracaldo va tenir un important taller d'imatgeria. Amb l'obra Viuda del Pescador, fruit d'aquest taller, Asorey va obtenir la segona medalla de l'Exposició Regional Gallega celebrada a Santiago de Compostel·la l'any 1909. Va passar després a Madrid, on va realitzar uns primers encàrrecs d'importància. A disgust amb l'ambient artístic de la capital es va traslladar a Santiago de Compostel·la el 1918, on havia obtingut una plaça com a escultor anatòmic de la facultat de medicina. Hi va viure fins a la seva mort. El 1919 es va casar i va començar a enviar les seves obres a les exposicions nacionals, obtenint gran èxit de crítica.

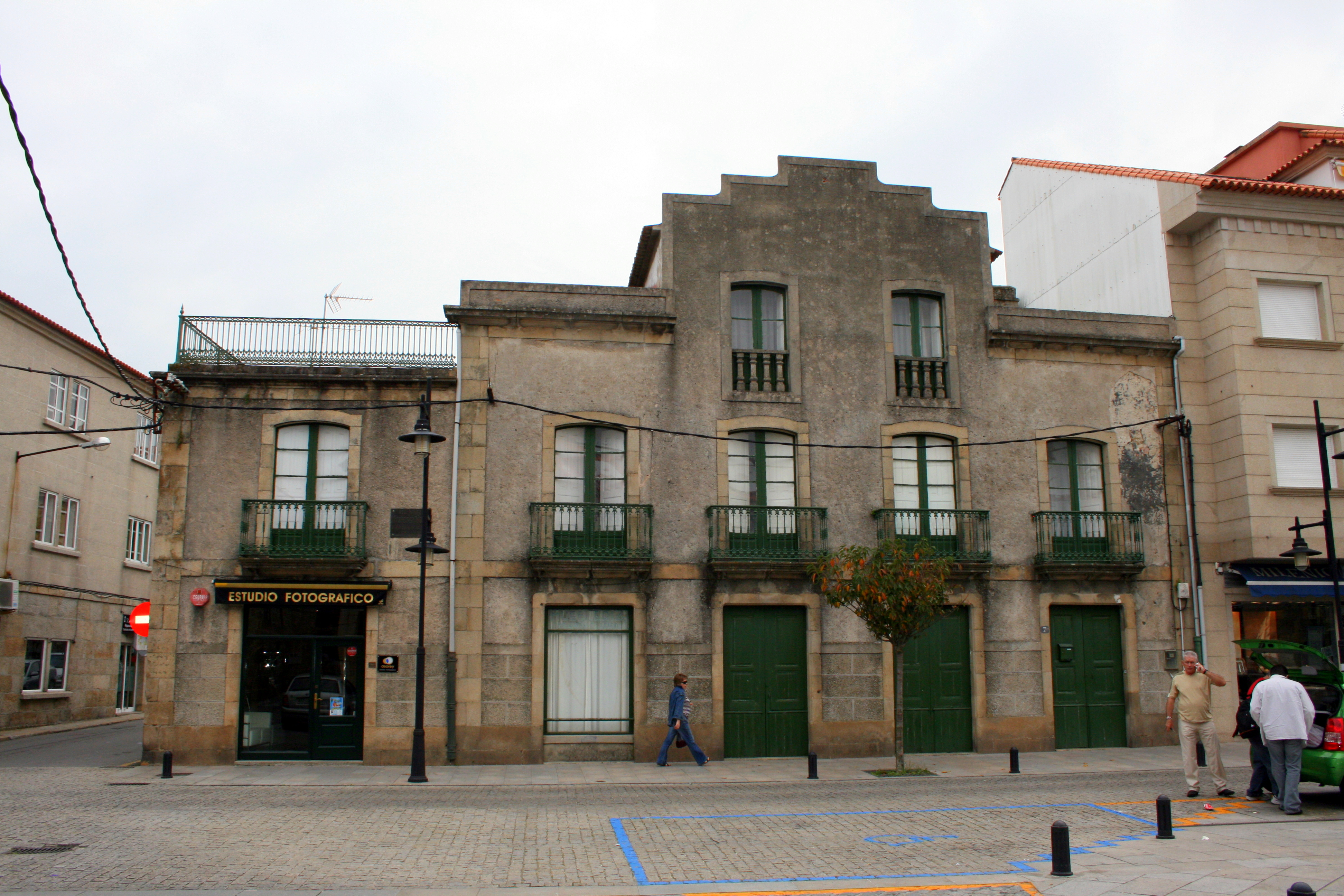
Casa natal de Francisco Asorey en Cambados
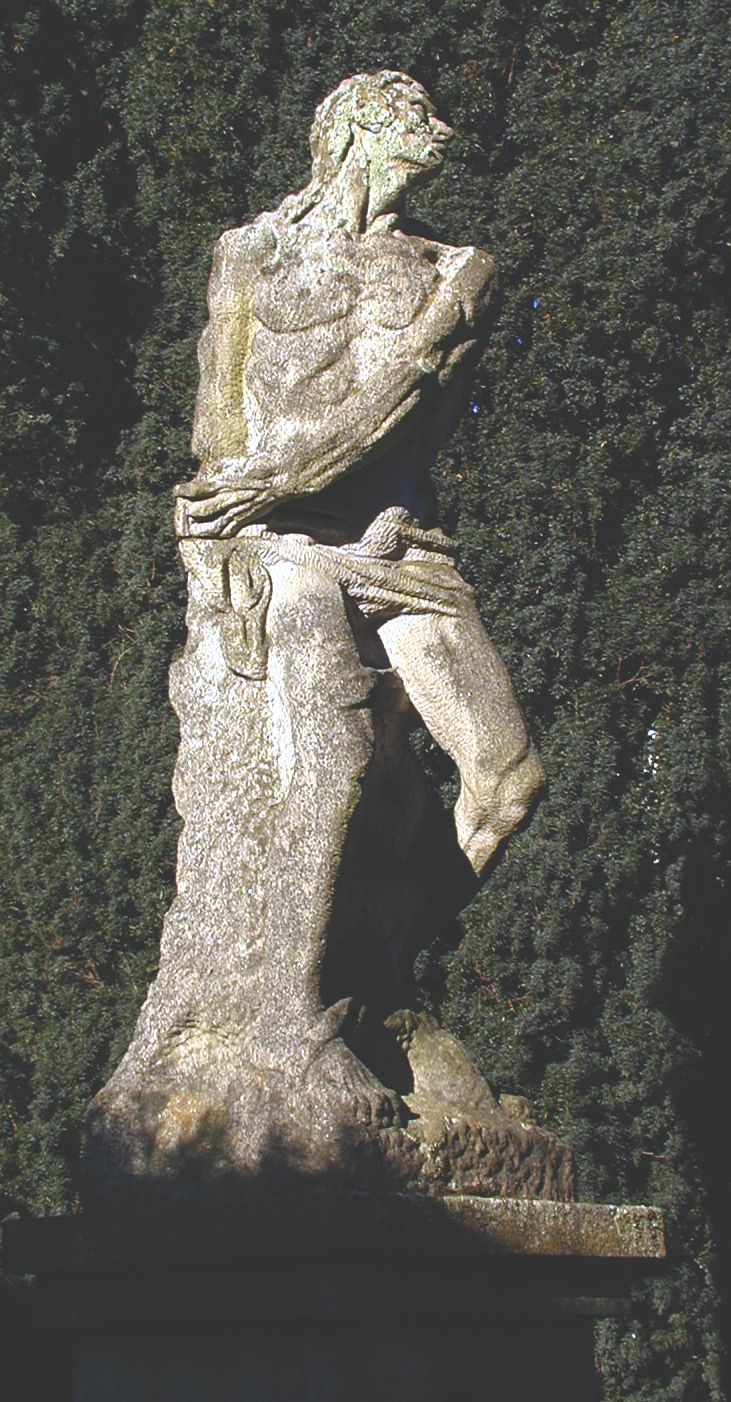
Monumeno a Cabanelas, Pontevedra
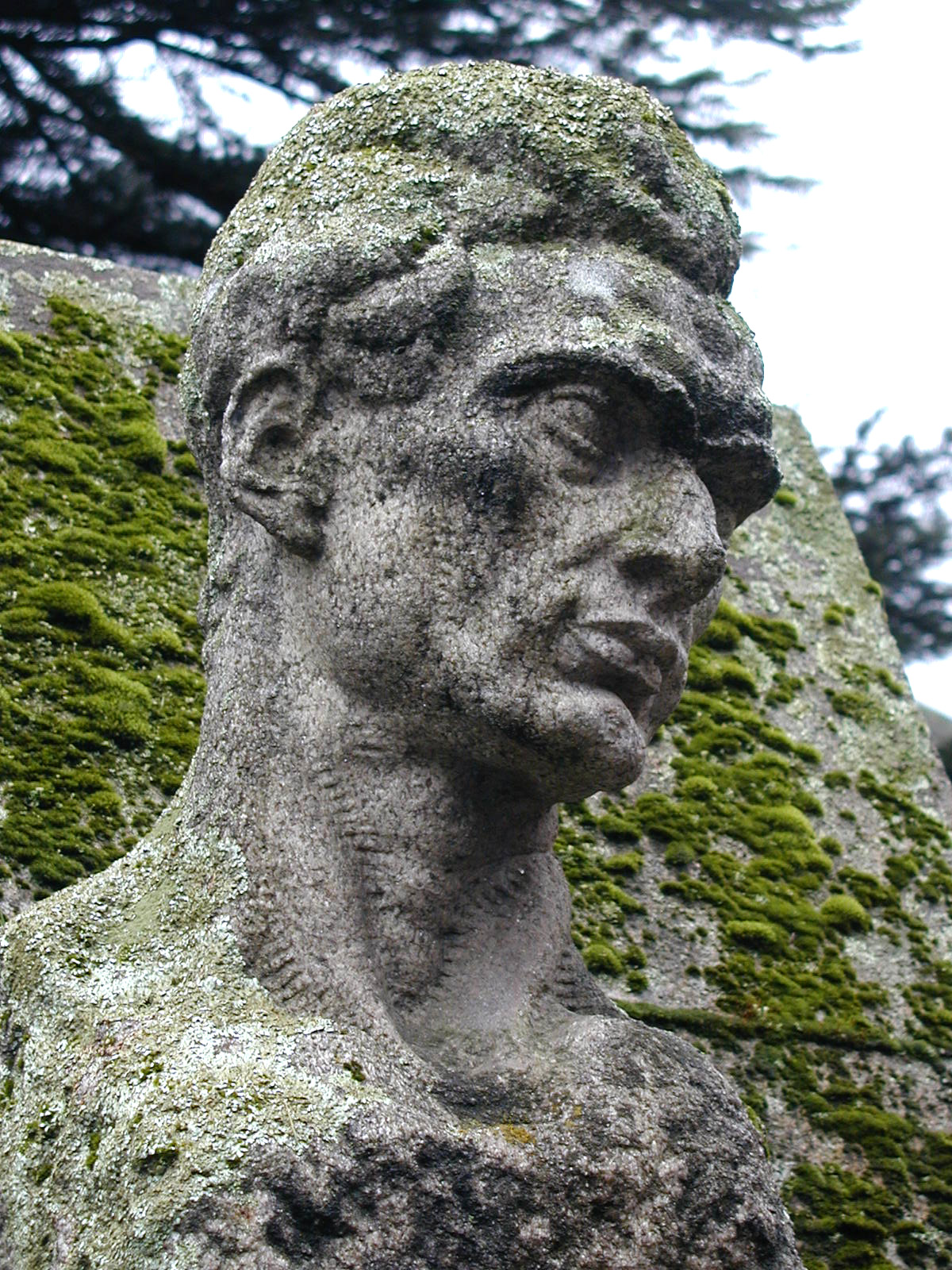
Retrat del violinista Manuel Quiroga, Pontevedra

## Obra (selecció)
- Naiciña (1922).
- Escultures per a la “Escuela Naval de Marín”
- O tesouro (1924).
- Santa gallega (1926).
- San Francisco (1926), Museo Provincial de Lugo.
- Monumento a San Francisco, Santiago de Compostela (1926-1930).
- Monumento al Teniente Coronel Teijeiro, Oviedo.[2][3]
- Monumento ao aviador Joaquín Loriga, Lalín, Pontevedra (1933).
- Monumento a Ramón María Aller Ulloa Lalín, Pontevedra
- Monumento a Curros Enríquez, La Corunya (1934).